# Evdokia Pasko
Evdokia Borisovna Pasko (30 de dezembro de 1919 – 27 de janeiro de 2017) foi uma aviadora navegadora das Bruxas da Noite durante a Segunda Guerra Mundial. Pelo seu sucesso na guerra, ela foi homenageada com o título de Heroína da União Soviética no dia 26 de outubro de 1944.

## Prémios e distinções
- Heroína da União Soviética
- Ordem de Lenin
- Ordem do Estandarte Vermelho
- Duas Ordens da Guerra Patriótica de 1ª Classe
- Ordem da Amizade dos Povos
- Duas Ordens da Estrela Vermelha
- Outras medalhas e condecorações